# 小召前街街道
小召前街街道，是中华人民共和国内蒙古自治区呼和浩特市玉泉区下辖的一个乡镇级行政单位。

## 行政区划
小召前街街道下辖以下地区：
五塔北街社区、五塔寺前街社区、建华北街社区和建华南街社区。